# Леді Футбол
«Леді Футбол» («Lady Football») — італійська еротична комедія 1979 року, знята режисером Італо Мартіненьї на студії «Cinesecolo».

## Сюжет
Сестра Домініка організовує із дівчат монастирського притулку футбольну команду, якій вдається знайти спонсора в особі місцевого відділення великої нафтової компанії. Але з тренером все виявляється не так просто. Зрештою, наставляти футболісток у тонкощах гри береться місцевий перукар Маріо, якого, щоправда, більше цікавить не вся команда загалом, а її окрема складова в особі чарівного форварда. В результаті такої підготовки команда притулку зазнає жорстокої поразки в першому ж матчі, і тоді Маріо, який зневірився, вмовляє вийти на поле саму сестру Даміану.

## У ролях
- Джеймс Роджерс — тренер
- Міно Реїтано — співробітник нафтової компанії
- Франческа Романа Колуцці — сестра Даміана
- Герда Роджерс — роль другого плану
- Вальдемар Рехбергер — роль другого плану
- Сільвія Нойбауер — роль другого плану
- Бріджитт Гаудер — роль другого плану
- Петра Патцак — роль другого плану
- Рената Вольф — роль другого плану
- Хельга Амон — роль другого плану
- Габі Гулмер — роль другого плану
- Регіна Нойманн — роль другого плану
- Клаудія Гаузер — роль другого плану
- Крістін Гаузер — роль другого плану

## Знімальна група
- Режисер — Італо Мартіненьї
- Сценарист — Італо Мартіненьї
- Продюсер — Італо Мартіненьї, Джеймс Роджерс
- Оператор — Зігфрід Хольд
- Композитор — Лоріс Чероні, Міно Рейтано, Вінченцо Реїтано
- Художник — Хельга Амон, Герда Роджерс
- Монтаж — Чезаре Манчіні